# Cine este Moș Crăciun? (film din 2000)
Cine este Moș Crăciun? (engleză: Santa Who?) este un film de televiziune prima oară transmis în 2000 pe canalul american ABC, cu Leslie Nielsen în rolul titular și regizat de William Dear. Povestea filmului se învârte în jurul lui Moș Crăciun care suferă de amnezie chiar înainte de Crăciun. Din 2009 a fost prezentat în cadrul 25 Days of Christmas, blocul de  programe transmis de  ABC Family.
Filmul a fost marcat ca TV-PG în Statele Unite.

## Prezentare
Filmul începe cu Moș Crăciun care se simte rău și merge afară să ia puțin aer proaspăt zburând cu sania sa. Din cauza vremii potrivnice, el cade și aterizează în New York. După cădere nu mai este în stare să-și amintească cine este.
Un reporter de știri TV îl găsește și-l folosește punându-l să apară la televizor pentru a obține audiență în timp ce-i promite că va face totul ca să-i găsească familia. Între timp, Moș Crăciun lucrează la un supermarket. Băiatul prietenei reporterului încearcă în mod repetat să-i convingă pe adulți că au de-a face cu adevăratul Mos Crăciun, dar adulții refuză să creadă așa ceva.
Moș Crăciun își amintește însă anumite detalii despre Crăciun, dar nu-și dă seama de unde cunoaște așa ceva, lucru normal în cazul unei amnezii.
În tot acest timp, elfii lui Moș Crăciun pornesc în căutarea lui.
Aproape de final, un cuplu crede că ar putea fi bunicul lor care și-a lăsat barba să crească și-l iau cu ei. În schimb, atunci când se dovedește că este adevăratul Moș Crăciun, reporterul își recapătă credința sa în Crăciun și câștigă o familie.

## Actori
| Actor               | Rol                       |
| ------------------- | ------------------------- |
| Leslie Nielsen      | Moș Crăciun               |
| Steven Eckholdt     | Peter Albright            |
| Robyn Lively        | Claire Dreyer             |
| Max Morrow          | Zack Dreyer               |
| Tommy Davidson      | Max                       |
| Darren Frost        | Rupert Elful              |
| Karen LeBlanc       | Lenny the Camera Person   |
| R.D. Reid           | Grady                     |
| Ted Atherton        | George, Ch. 12 Manager    |
| Stewart Arnott      | Lusby, Claire's Boss      |
| Carol Lempert       | Ellen, Claire's Secretary |
| Roger Clown         | Ray Engles                |
| Elizabeth Brown     | Nancy Engles              |
| Laura DeCarteret    | Sister Greta              |
| Richard Fitzpatrick | Detectiv Lohenry          |

## Titlul în alte limbi
- Franceză: Le plus beau cadeau du monde

## Legături externe
- Santa Who? la Internet Movie Database
- Cine este Moș Crăciun? (film din 2000) la CineMagia